# Concertos de Wolfgang Amadeus Mozart para piano
Os concertos para piano e orquestra de Wolfgang Amadeus Mozart são um conjunto de vinte e sete obras desse gênero escritas pelo compositor austríaco entre 1767 e 1791.
A estrutura de tais concertos está escrita em três andamentos seguindo o esquema clássico: um primeiro rápido (costuma ser um 'allegro'), um segundo lento (costuma ser um adagio ou um andante) e um terceiro rápido (normalmante, allegro), ainda que também apareça com indicações de allegretto ou presto). Quanto à forma, os primeiros andamentos sempre estão compostos em forma sonata, o segundo, em forma sonata abreviada, enquanto o terceiro costuma ser um rondó. Todos os concertos estão escritos em tonalidades maiores, exceto dois: o n.º 20, em ré menor, e o n.º 24, dó menor. Os concertos apresentam seus segundos andamentos na tonalidade da dominante, a exceção de sete: dois escritos em modo menor (números 20 e 24), nos quais o segundo tempo está na tonalidade do VI, e outros cinco concertos, cujos segundos andamentos estão escritos no relativo menor da tonalidade principal: o n.º 4 (KV 41), o n.º 9 (KV 271), o n.º 10 (KV 456), o n.º 22 (KV 482) e o n.º 23 (KV 488).
Em seus concertos para piano, Mozart exibia uma enorme habilidade técnica e um domínio completo dos recursos oferecidos por uma orquestra, criando um amplo leque de afetos e emoções. Seus concertos apresentavam, em linhas gerais, um carácter improvisatório e virtuosístico, sobretudo nos primeiros andamentos, que extrapolavam todas as possibilidades técnicas do piano da época. Na atualidade, considera-se que os concertos para piano de Mozart constituem o ápice do concerto clássico e são considerados os mais influentes para a posterioridade. Três de seus concertos para piano (números 20, 21 e 23) estão entre as obras mais gravadas e conhecidas da repertório clássico.
A primeira edição completa dos concertos foi a de Richault, por volta de 1850. Desde então, as partituras e os autógrafos têm se tornado acessíveis através das publicações de W. W. Norton, Eulenberg, Dover Publications, entre outros

## Os concertos para piano
Na história, os primeiros concertos para piano foram escritos por Carl Philipp Emanuel Bach, Johann Christian Bach, Padre Antônio Soler, Georg Christoph Wagenseil, Johann Schobert, Johann Baptist Vanhal e Joseph Haydn Ainda antes, no Concertos de Brandenburgo n.º 5 de Johann Sebastian Bach, a parte de teclado era a mais proeminente entre os instrumentos. Essas obras, com sua alternância de tutti orquestrais e passagens solistas virtuosísticas, devem sua estrutura à tradição das Árias barrocas, das quais os primeiros andamentos dos concertos para piano de Mozart herdaram suas estruturas ritornélicas básicas. Uma estrutura similar pode ser observada nos concertos para violino de Antonio Vivaldi, que estabeleceu a forma em três andamentos de concerto; ou em Viotti, que dividia o concerto em seis seções.
Mozart deu importância a seus concertos para piano. Alguns foram concebidos para ser interpretados por ele mesmo em Viena entre 1784 e 1786. Cabe fazer alusão ao fato de que o pai do compositor o fez escrever um concerto para cravo aos quatro anos de idade, poucos meses após ter iniciado seus estudos de composição. Segundo Philip Radcliffe, o concerto clássico é talvez o gênero mais próximo da ópera e, portanto, não é de estranhar que Mozart, um dos poucos grandes compositores que sentiu uma grande atração tanto pela ópera como pela música instrumental, encontrasse no concerto uma forma particularmente agradável.
Os concertos para piano e orquestra de Mozart foram estudados por Donald Francis Tovey  em seu "Essays in musical analysis" (1903), e mais tarde, foi abordado como tema principal nos livros de Cuthbert Girdlestone e Arthur Hutchings de 1940 e 1948, respectivamente. Hans Tischler publicou uma análise estrutural e temática dos concertos em 1966, bem como Charles Rosen, e Leeson e Robert Levin. Nos últimos anos, dois dos concertos (concretamente, os números 20 e 21) têm sido pela primeira vez analisados em profundidade numa publicação elaborada por David Grayson que faz parte das colecções do Cambridge Music Handbook.